# Briscoe Brothers

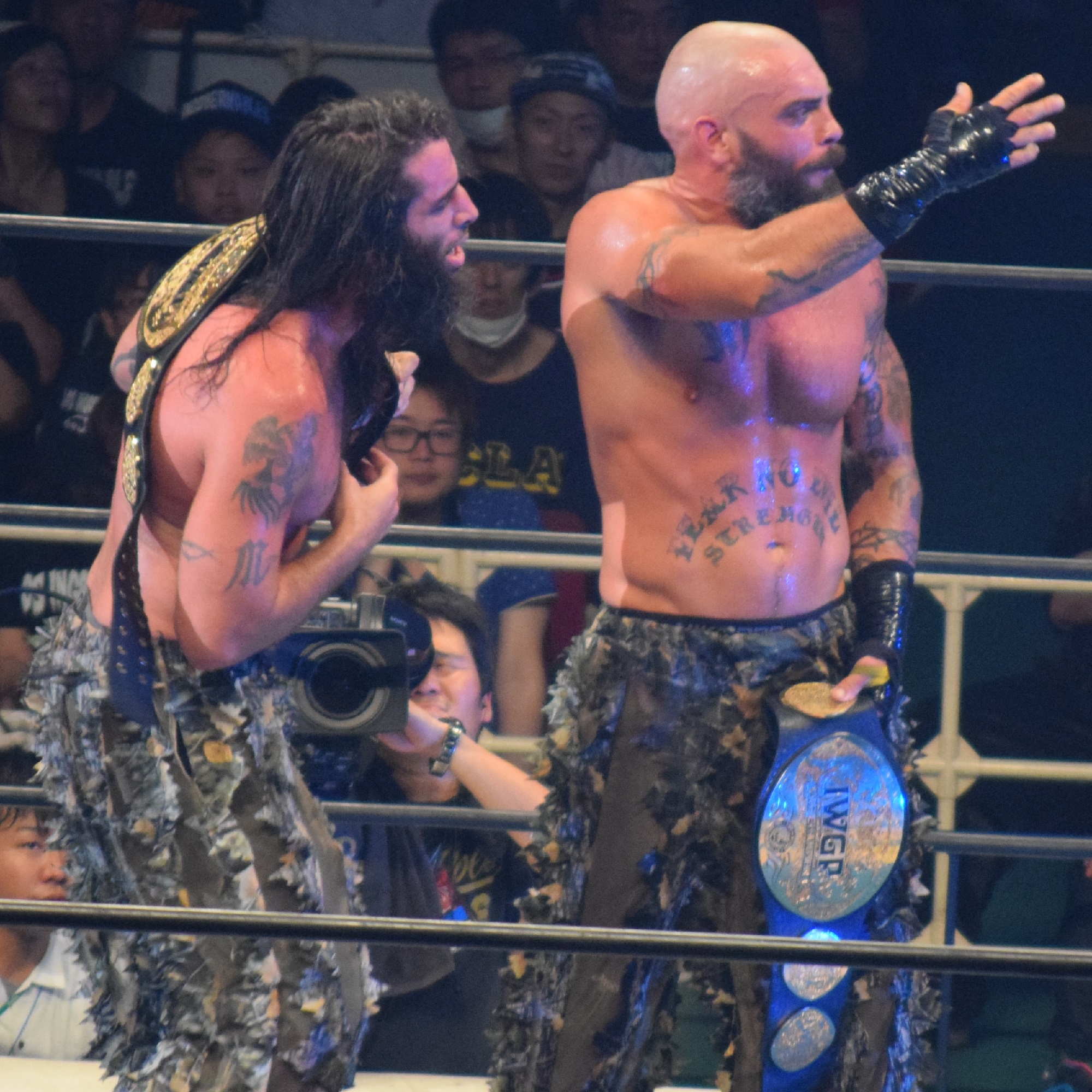
Briscoe Brothers în 2016: Mark (stânga) și Jay (dreapta)

Briscoe Brothers sau Briscoes au fost o echipă de wrestling profesionist, formată din frații americani Jay Briscoe (Jamin „Jay” Pugh, 1984–2023) și Mark Briscoe (Mark Pugh, născut în 1985). Ei erau cunoscuți pentru timpul lor de 20 de ani petrecut în promotia americană de wrestling Ring of Honor (ROH), unde au stabilit un record de 13 ori ROH World Tag Team Champions.
Cei doi au fost prezentați la primul eveniment organizat de Ring of Honor pe 23 februarie 2002 și, în afară de o pauză de 18 luni din august 2004 până în februarie 2006, cei doi frați au fost punctele forte ale Ring Of Honor, de-a lungul istoriei sale, luptându-se cu cele mai mari vedete din companie. Briscoes au fost de 15 ori campioni mondiali pe echipe în total, cu un record de 13 ROH World Tag Team Championship, o dată IWGP Tag Team Championship în New Japan Pro-Wrestling (NJPW) și o dată Impact World Tag Team Championship. De asemenea, ei au obținut o dată centura GHC Junior Heavyweight Tag Team din Pro Wrestling Noah, au fost câștigători ai Cupei Crockett 2022 în National Wrestling Alliance (NWA) și au deținut numeroase titluri prin circuitul independent.
De asemenea, au făcut parte din trei echipe din Six-Man Tag Team Championship - câștigând ROH World Six-Man Tag Team Championship o dată cu Bully Ray și NEVER Openweight 6-Man Tag Team Championship de două ori (cu Toru Yano). La 31 ianuarie 2022, aceștia au fost inclușii inaugurali în ROH Hall of Fame. Ca și concurenți la simplu, Jay Briscoe a fost de două ori ROH World Champion, în timp ce Mark Briscoe a câștigat Honor Rumble 2013.
Frații Briscoe au făcut echipă din 2000 până la moartea subită a lui Jay Briscoe într-un accident de mașină pe 17 ianuarie 2023.

## Copilarie
Frații Pugh, Jamin (Jay) (născut pe 25 ianuarie 1984) și Mark (născut pe 18 ianuarie 1985) au crescut în Laurel, Delaware. Cei doi au jucat fotbal american, Jay ca fullback și lineback și Mark ca linebacker. La un moment dat, ambii au fost semnati să joace pentru Wesley College (Delaware), fapt folosit chiar și în povestea de wrestling la un moment dat, la ROH Beating the Odds, pentru a explica o absență din care se întorceau. Frații au început să fie interesați de wrestling în tinerețe, urmărind World Wrestling Federation pe unul dintre cele două canale pe care le putea primi televiziunea lor. Inițial, ei practicau mișcări de lupte unul cu altul pe o trambulină înainte ca familia să construiască un ring de lupte în curtea lor. De la început, cei doi au lucrat la perfecționarea mișcărilor, înregistrându-și mișcările și încercând să le îmbunătățească. În ciuda faptului că tatăl lor a fost antrenor pentru echipa de lupte a liceului lor, ei nu au participat la lupte de amatori în anii de liceu. Prima lor incursiune în luptele profesioniste a venit cu  East Coast Wrestling Association (ECWA), în timp ce erau încă la liceu. În timp ce mama lor, Jana, era la coadă pentru a cumpăra bilete pentru a participa la un eveniment de lupte, un promotor al ECWA a abordat-o și a întrebat-o dacă fiii ei aveau o casetă cu ei înșiși luptând. Acest lucru a făcut ca frații să debuteze pentru ECWA pe 20 mai 2000, sub numele de ring „Jay și Mark Briscoe”.

## Cariera in wrestling

### Combat Zone Wrestling(2001–2002, 2003)
Jay și Mark Briscoe și-au făcut debutul pentru Combat Zone Wrestling (CZW) la Delaware Invasion pe 20 ianuarie 2001, fiind aduși la serviciu ca parte a unui meci cu handicap de trei la unu împotriva lui Trent Acid. La evenimentul inaugural Best of the Best, un spectacol oarecum atipic pentru CZW prin faptul că este un turneu care pune în evidență luptele atletice pentru juniori la categoria heavyweight, spre deosebire de meciuri violente hardcore, cei doi au trecut de prima rundă într-un meci în trei cu Nick Mondo, unde stipulația era că oricine a căzut va fi eliminat. Ei au fost apoi potriviți unul împotriva celuilalt în runda a doua, cu Jay câștigând și avansând mai departe. Acest meci a fost văzut de fani ca fiind cel mai bun al turneului și văzut retrospectiv ca fiind responsabil în mare parte pentru lansarea carierei fraților, deoarece aceștia erau noi în circuitul independent și foarte tineri la acea vreme.
După ce au pierdut în oportunități de titlu la Breakaway Brawl și A New Beginning, frații au câștigat centura CZW Tag Team pe 14 iulie 2001, în timp ce au învins H8 Club inițial la H8 Club: Dead? L-au pierdut, totuși, în prima lor apărare, în fața lui Johnny Kashmere și Justice Pain pe 28 iulie 2001, la What About Lobo? Mark nu a fost folosit timp de câteva luni după aceea, dar Jay a continuat singur în acel moment, chiar s-a confruntat cu Justice Pain pentru centura CZW Heavyweight la September Slam pe 8 septembrie, pe care nu l-a câștigat.
La sfârșitul anului 2001 și în 2002, teritoriul CZW (adică zona în care s-au desfășurat majoritatea evenimentelor) se muta de la Sewell, New Jersey, la Philadelphia, Pennsylvania, pentru a deține evenimente regulate pe vechea arenă ECW, începând cu Cage of Death 3 din 15 decembrie. La acest eveniment, ei s-au confruntat cu Nick Gage și Nate Hatred, dar au purtat măști și au fost identificați ca The Midnight Outlaws. Acest lucru era probabil să ocolească faptul că Jay avea doar 17 ani și Mark doar 16 la acea vreme; acest lucru însemna, deoarece aveau sub 18 ani, că nu puteau lucra legal într-o expoziție de lupte sportive în statul Pennsylvania. Deoarece CZW a început regulat să organizeze spectacole în zona Philadelphia, Midnight Outlaws și-au făcut apariții la următoarele patru evenimente CZW. La A Higher Level of Pain pe 13 aprilie 2002, Jay a apărut peste ring de Midnight Outlaws, etichetând cu Ruckus împotriva lui Mark și a altcuiva. Până atunci, împlinise 18 ani. Jay și Ruckus au câștigat meciul, și aceasta a fost ultima dată când Jay sau Mark au apărut pentru CZW până pe 12 aprilie 2003, unde Jay și Mark s-au întors amândoi pentru Best of the Best 3. Jay a fost un participant surpriză după ce a fost batjocorit de A.J. Styles și Mark îl înlocuiește pe Ruckus care e rănit. Jay a avansat în semifinale, unde a pierdut cu B-Boy, iar Mark a pierdut  în fața Sonjay Dutt. Cei doi s-au confruntat cu Backseat Boyz pentru CZW World Tag Team Championship la Truth or Consequences pe 14 iunie, dar nu au reușit să câștige centura.

### Jersey All Pro Wrestling (2001, 2002, 2005)
Frații au apărut pentru Jersey All Pro Wrestling (JAPW), în arena ECW, pe 24 martie 2001, la March Madness Night 2, pierzând în fața Insane Dragon și Dixie în deschidere. Nu este clar cum, proprietatea și conducerea JAPW au funcționat în jurul legii muncii copiilor din Pennsylvania, deoarece ambii frați erau minori la momentul acestei apariții și a celor două apariții ulterioare în vechea arena ECW. Au mai avut trei apariții în JAPW în 2001, toate împotriva Insane Dragon & Dixie – una o victorie, una care s-a încheiat într-o competiție fără interferențe din exterior, iar ultima o provocare nereușită pentru centura JAPW pe echipe al lui Dragon și Dixie pe 15 iunie. la Here to Stay.
Au făcut apariții ulterioare pentru JAPW în 2002, pierzând pentru prima dată în fața The S.A.T. pe 3 mai la May Madness. Apoi au reintrat în imaginea JAPW Tag Team Championship, luptând într-un meci cu trei echipe împotriva lui Da Hit Squad și Wasted Youth, echipa lui Insane Dragon & Deranged, pentru a obtine centura vacant la Unfinished Business pe 13 iulie 2002. a fost Jay și Insane Dragon, totuși, care au apărut ca campioni, după ce au marcat simultan pedepsele membrilor echipei Da Hit Squad. Cei șase bărbați au continuat să se întâlnească într-un fel de revanșă la următorul eveniment, Royal Consequences 2, pe 10 august. Jay și Dragon și-au apărat titlul împotriva echipei Da Hit Squad și a echipei Mark și Deranged într-un meci de mese, scări și scaune. , pe care Da Hit Squad l-a câștigat. Două spectacole mai târziu, pe 20 septembrie la Family Crisis 2, Da Hit Squad și-a păstrat cu succes titlul față de Briscoes într-un meci regulat.
Frații nu au mai apărut pentru JAPW până la sfârșitul anului 2005, din nou într-un meci de mese, scări și scaune pentru titlul de echipă, de data aceasta împotriva echipelor Teddy Hart și Homicide, Backseat Boyz și The S.A.T. Meciul, care a avut loc la JAPW's 8th Year Anniversary Show, a fost câștigat Hart and Homicide. La următorul spectacol, Fall Out, S.A.T. i-a învins și a devenit astfel candidații numărul unu la centurele pe echipe. Mai recente apariții JAPW au avut loc la începutul anului 2006, pierzând împreună cu Outcast Killers în fața S.A.T. încă o dată la Wild Card II într-un meci pentru titlul de echipă, iar apoi la Brotherly Love pentru echipa lui Sabu și Sonjay Dutt, meci pe care l-au pierdut și ei. În octombrie 2008, Briscoes au concurat la JAPW's 11th Anniversary Show împotriva LAX (Homicide and Hernandez). În timpul unei lupte în afara ringului, Mark a suferit o tăietură mare pe partea laterală a capului.

### Pro Wrestling Guerrilla (2003, 2006, 2007, 2010, 2011)
Frații Briscoe au o istorie oarecum încadrată cu Pro Wrestling Guerrilla (PWG). Au fost anunțați, de multe ori, pentru evenimente la care în cele din urmă nu au evoluat, cum ar fi atunci când au fost programați pentru un meci PWG World Tag Team Championship împotriva lui Roderick Strong și PAC la Giant-Size Annual #4, dar au ajuns să fie înlocuiți. de atunci, campionul mondial PWG, El Generico și Kevin Steen.
Briscoes au fost implicați în promotie încă de la începutul ei, debutând la cel de-al patrulea spectacol al PWG Are You Adequately Prepared to Rock? în octombrie 2003, pierzând în fața Super Dragon și B-Boy. Din cauza costurilor pentru aducerea lor de pe coasta de est și a concediului sabatic de la sportul pe care l-au luat frații, ei nu aveau să apară din nou până pe 20 mai 2006, la Enchantment Under the Sea, căzând în Cape Fear (Quicksilver și El Generico). La Bătălia de la Los Angeles din 2006, numeroasele neprezentări ale fratilor Briscoe au fost incluse în kayfabe-ul companiei când PWG a anunțat cu câteva zile înainte că au fost scoși din turneu ca pedeapsă. Au ajuns să apară oricum, atacându-l pe comisarul Dino Winwood în prima noapte. În noaptea următoare, ei s-au luptat într-un meci de echipe cu trei căi pentru Centurile Mondiale PWG pe echipe împotriva Homicide și B-Boy și a campionilor în apărare Arrogance (Chris Bosh și Scott Lost), care au continuat să păstreze titlurile.
Ulterior, Briscoes au apărut pe 19 și 20 mai 2007, pentru a participa la turneul inaugural Dynamite Duumvirate Tag Team Title, creat pentru a declara noi Campioni Mondiali pe Echipe. După ce i-au învins pe Kings of Wrestling (Chris Hero și Claudio Castagnoli) în runda de deschidere și pe Havana Pitbulls (Ricky Reyes și Rocky Romero) în semifinale, aceștia au pierdut în runda finală în fața Roderick Strong și PAC. La ¡Dia de los Dangerous! pe 24 februarie 2008, „comisarul pentru alimente și băuturi” Excalibur a anunțat că Briscoe Brothers se vor întoarce pe 7 martie. În acea noapte, Briscoes s-au provocat pentru centurile Mondial pe echipe, dar nu au putut să învingă The Dynasty (Joey Ryan și Scott). Lost), în urma intervenției lui Eddie Kingston și Claudio Castagnoli, membri ai factiunii Human Tornado. Briscoes au fost programați pentru DDT4 2008, dar Mark nu a putut să facă performanță, determinându-l pe Jay să lupte în meciuri de simplu împotriva lui Austin Aries în noaptea întâi și un meci Necro Butcher Rules împotriva lui Necro Butcher în noaptea a doua.
După ce nu a reușit să se prezinte la spectacolul de aniversare a cincea, Life during Wartime pe 6 iulie 2008, Excalibur a anunțat că Jay a fost „demis” din companie (chiar dacă PWG nu a fost niciodată contractual) și nu va avea voie să se întoarcă. Cu toate acestea, aproape doi ani mai târziu, pe 20 martie 2010, a fost anunțat că Briscoe Brothers se va întoarce în companie pe 10 aprilie pentru a-i provoca pe The Young Bucks (Matt și Nick Jackson) pentru centurile Mondial pe echipe. Pe 10 aprilie, la Titannica, Briscoes și-au revenit mult așteptatul la promovare, dar au fost învinși de The Young Bucks. Luna următoare, frații au concurat în cel de-al patrulea DDT4 anual, învingându-l pe Kamikaze (Akira Tozawa și Yamato) în runda de deschidere înainte de a fi eliminați de eventualii câștigători ¡Peligro Abejas! (Paul London și El Generico). Pe 4 martie 2011, Frații Briscoe au fost introduși din nou în DDT4, de data aceasta pierzând în primul tur în fața Nightmare Violence Connection (Akira Tozawa și Kevin Steen).

### Ring of Honor (2002–2004)
Frații Briscoe s-au luptat cel mai mult pentru Ring of Honor. Jay a luptat la prima emisiune a lui ROH, The Era of Honor Begins, pierzând în fața Amazing Red.[34 Mark l-a detașat pe ring, dar nu a putut lupta din cauza legii muncii copiilor din Pennsylvania (majoritatea dintre primele spectacole ale ROH au avut loc în Philadelphia). Jay a luptat cu fiecare dintre următoarele patru show-uri ale lui ROH, împotriva lui Spanky, Tony Mamaluke, Doug Williams și James Maritato, pierzând în fața tuturor, cu excepția lui Mamaluke. La Honor Invades Boston, când Mark a putut juca, și-a învins fratele, în penultimul meci al nopții. Frații au continuat să se ceartă pentru scurt timp unul împotriva celuilalt, timp în care Jay a obținut o victorie fără titlu în fața campionului ROH Xavier la Glory By Honor. Acest lucru ia adus o șansă de titlu la All-Star Extravaganza, pe care nu a câștigat-o. La Scramble Madness, înapoi în Boston, povestea fraților ia implicat să-și aleagă proprii parteneri pentru un meci de echipă. Jay l-a depășit pe dușmanul Amazing Red, în timp ce partenerul lui Mark a fost Christopher Daniels, care s-a alăturat The Prophecy. Daniels l-a invins pe Red pentru a câștiga meciul. Cearta fraților s-a încheiat la First Anniversary Show, când Jay l-a învins pe Mark într-un meci, iar cei doi s-au îmbrățișat după aceea pentru a semnifica reunirea lor. Mark nu a părăsit niciodată în mod explicit The Prophecy, dar formând o echipă cu fratele său, a încetat să mai facă echipă cu ei.
Proaspăt uniți ca o echipă în ROH, Briscoes au început, în 2003, o rivalitate cu A.J. Styles și Amazing Red, atunci deținători ai ROH Tag Team Championship, pierzând în meciurile pentru titlu la Night of Champions, The Epic Encounter și Death Before Dishonor, care, prin stipulație, a fost ultimul lor meci pentru titlu  atâta timp cât Styles și Red l-au ținut. Înainte de ultimul meci, pe site-ul ROH s-a desfășurat un sondaj, în care fanii au fost întrebați dacă vor să vadă un al treilea meci între cele două echipe. Peste 80% dintre respondenți au votat „da”. La Beating the Odds, ei s-au întors dintr-o scurtă absență pentru a obține câteva victorii, Mark învingându-l pe B. J. Whitmer și Jay câștigând un meci fatal four way cu ROH World Champion Samoa Joe, NWA World Heavyweight Champion A.J. Styles și Chris Sabin, punând pin-ul pe Sabin pentru a câștiga o viitoare șansă la titlul lui Joe. La debutul lui ROH în Maryland, evenimentul Tradition Continues, Joe l-a batut pe Jay.
Frații au luat parte la meciul de la Glory By Honor 2, care a avut loc pentru a ocupa centura pe echipe lăsat vacant de Red,care  suferea o accidentare gravă la genunchi. Ei au învins și au eliminat echipa Special K a lui Hydro și Angeldust, precum și The Ring Crew Express, înainte de a fi eliminați de cealaltă echipă Special K în meci, Izzy și Dixie, din cauza interferențelor externe din partea Angeldust. După ce Izzy și Dixie au câștigat mai târziu titlul de echipă, Frații au primit o șansă, la Main Event Spectacles. În segmentul de deschidere al acelui eveniment, ei au fost aliniați cu Jim Cornette, deoarece, în poveste, Cornette a vrut să creeze noi campioni. Au atacat fostul său client, Samoa Joe, pe care Cornette l-a abandonat deoarece era deja campion. Ei au continuat să câștige centurile mai târziu la eveniment. La The Conclusion, The Battle Lines Are Drawn și The Last Stand, care a fost, prin stipulație, ultima șansă a lui Joe la titlurile de echipă, atâta timp cât îl vor ține Briscoe Brothers, au păstrat centurile împotriva Joe și un partener diferit de fiecare dată: A.J. Styles, Bryan Danielson respectiv, Jerry Lynn. 
Ei au renunțat la titlul de echipă în fața CM Punk și Colt Cabana la debutul ROH în zona Chicago, ROH Reborn: Stage Two, lucrând în ROH pentru prima dată ca heeli. La următoarea emisiune, Round Robin Challenge III, titlul a fost schimbat de trei ori între echipele  Second City Saints (Punk și Cabana), Briscoe Brothers și echipa Prophecy a lui Dan Maff și B. J. Whitmer. Briscoes i-au învins pe Maff și Whitmer în al patrulea meci al nopții pentru a câștiga titlul pentru a doua oară, iar apoi l-au pierdut înapoi în fața Punk și Cabana în evenimentul principal. Frații au participat amândoi la turneul inaugural Survival of the Fittest organizat de ROH, Mark trecând de Alex Shelley în calificarea sa și Jay pierzand cu Homicide. Mark nu a câștigat. După ce au pierdut un meci two out of three falls pentru titlul echipelor în fața Punk și Cabana la Death Before Dishonor II Part 1, punând capăt acelei rivalitati, au pierdut în meciuri separate de simplu în fața membrilor The Rottweilers în noaptea următoare. Între acest meci și victoria lor de la Testing the Limit, este probabil să fi fost planificată o rivalitate între Briscoe și Rottweiler.

### Pauza de la wrestling(2004–2005)
Frații au intrat într-o pauză extinsă din luptele profesionale, începând cu august 2004. După cum a fost anunțat înainte de Scramble Cage Melee de la ROH, Mark a fost rănit într-un accident de motocicletă dupa Testing the Limit astfel, ambii frați au părăsit Ring of Honor. Deoarece Jay nu dorea să se întoarcă la lupte fără fratele său, au încetat să primească rezervări de la orice companie. După ce au revenit la mijlocul anului 2005 la Pro Wrestling Unplugged, compania la care lucrau în mod regulat la momentul accidentului lui Mark, și-au încurajat revenirea la ROH Fourth Anniversary Show în februarie 2006.

### Pro Wrestling Unplugged (2005–2006)
Frații au lucrat pentru Pro Wrestling Unplugged (PWU) din Philadelphia din cel puțin 17 septembrie 2005, când au învins The S.A.T. și All Money is Legal pentru a câștiga centura pe echipe PWU, vacant atunci. Ei au deținut acel titlu până în 22 aprilie 2006, când l-au renunțat la S.A.T. După alte apariții în 2006, care au fost toate meciurile pe care le-au pierdut, Briscoe Brothers au intrat în Cupa Memorială Pitbull/Public Enemy a PWU pe 20 octombrie. Au trecut de meciul din prima rundă, câștigând în fața Krash Krew, dar în cursul acestui meci, Mark a fost rănit când Jay l-a lovit din neatenție în gură cu o lovitură de scaun. Mark a fost dus la spital după meci și ulterior și-a pierdut o serie de dinți și a suferit leziuni și la gingii.
În meciul din runda a doua a turneului, împotriva Homicide și Ricky Reyes, Mark a fost înlocuit de Joker, care ulterior l-a întors pe Jay pentru a-i costa meciul. Au mai făcut o apariție, la un eveniment promovat încrucișat de PWU și Juggalo Championship Wrestling. Acesta a fost un meci de simplu cu patru direcții la care a implicat Jay și Mark și membrii S.A.T. pentru a determina candidatul numărul unu la PWU World Heavyweight Championship, câștigat de Jose Maximo.

### Revenire in ROH (2005–2023)
Frații Briscoe s-au întors la ROH la Fourth Anniversary Show în 2006, incluzându-se forțat într-un meci care a fost la început între echipele lui Tony Mamaluke și Sal Rinauro și Jason Blade și Kid Mikaze. Au câștigat la redebutul lor. Apoi s-au certat din nou pentru centura pe echipe, dar la fel cum au făcut-o împotriva Styles și Red cu trei ani mai devreme, au pierdut de trei ori împotriva campionilor de la acea vreme, Austin Aries și Roderick Strong, la Ring of Homicide, Destiny și Unified. . Ca și înainte, povestea a fost că acest lucru i-a costat orice șansă la centuri atâta timp cât acești campioni i-au ținut. În această perioadă, Frații au devenit executorii pentru Jim Cornette, comisarul ROH, ducând bătălii împotriva dușmanilor săi, în special Homicide și partenerul său Samoa Joe la Glory By Honor V: Night Two intr-un meci anything goes. meci la Dethroned. În acest timp, au avut o rivalitate și cu Kenta și partenerii săi Davey Richards și Naomichi Marufuji, înfruntându-i pe Kenta și Richards la Time to Man Up și Kenta și Marufuji la Glory By Honor V: Night One.
La Fifth Year Festival: Chicago, Frații au atins în sfârșit din nou vârful muntelui, învingându-i pe Christopher Daniels și Matt Sydal pentru a câștiga centura pe echipe. Domnia lor s-a dovedit însă a fi scurtă, deoarece ei, la rândul lor, au renunțat la curele lui Naruki Doi și Shingo Takagi în prima lor apărare, la Fifth Year Festival: Liverpool. După acest meci, povestea a fost că frații au simțit că trebuie să se „ocupe” din cauza pierderii titlului în prima lor apărare, așa cum au avut GHC Junior Heavyweight Tag Team Championship la începutul anului. Astfel, cei doi s-au confruntat cu ceea ce a fost descris drept „o singură dată” la Fifth Year Festival: Finale. Meciul s-a încheiat la egalitate, ambii nu au putut să răspundă la numărul de zece al arbitrului. La următorul eveniment, All Star Extravaganza III, ei au câștigat titlul înapoi de la Doi și Shingo, dar în cursul meciului Mark a fost grav rănit încercând o Shooting Star Press la podea. Mark a fost ținut în secția de terapie intensivă a spitalului timp de două nopți și a suferit o criză acolo înainte de a fi eliberat în cele din urmă. Două săptămâni mai târziu, la Fighting Spirit, Mark a revenit neanunțat, intrând prin mulțime pentru a veni de partea fratelui său în timpul meciului său cu Erick Stevens împotriva lui Kevin Steen și El Generico. Povestea a fost că, cu Mark rănit, Jay îl eticheta cu Stevens ca înlocuitor. Corpul No Remorse a fugit apoi și l-a atacat pe Stevens, iar Jay a rămas momentan fără partener până când Mark a intrat. Mark a suferit în cele din urmă căderea în meci după mai multe lovituri la cap. Apoi au început să aibe o rivalitate cu Steen și Generico. După ce și-au păstrat cu succes titlul în fața lui Claudio Castagnoli și Matt Sydal la primul pay-per-view de la ROH Respect is Earned, Steen și Generico au apărut și au cerut imediat șansa la titlu; scena a urmat cu o ceartă sălbatică în toată clădirea. Cearta a fost urmată atât pe canonul standard al ROH, Steen l-a învins pe Mark la A Fight at the Roxbury, cât și pe seria PPV, Briscoes păstrând cu succes titlul de echipă împotriva lui Steen și Generico la Driven, după care Steen a atacat în mod repetat. ambii frați cu o scară. Briscoes i-au reținut apoi pe Steen și Generico într-un steel cage la Caged Rage și în primul meci ladder la ROH Man Up.
După meciul pe scară, Jimmy Jacobs și ceilalți membri The Age Of The Fall i-au atacat pe Frați și l-au spânzurat pe Jay cu capul în jos de aparatul care susținea curelele. S-a anunțat că acest lucru nu va fi inclus în filmările afișate pe PPV. După ce Mark a fost rănit din nou într-un accident de motocicletă, deși considerabil mai puțin grav, Jay a fost singur într-un meci susținut la înregistrarea celui de-al patrulea PPV al lui ROH, Undeniable. Acesta a fost un meci perfect împotriva lui Necro Butcher din The Age of the Fall, pe care nu l-a câștigat. Pe 30 noiembrie, Briscoes a avut un meci care a fost înregistrat pentru a fi inclus în Undeniable, o apărare a titlului de echipă împotriva lui Davey Richards și Rocky Romero, pe care au câștigat-o. La Final Battle 2007, Briscoes au pierdut ROH World Tag Team Championship în fața de Jimmy Jacobs și Tyler Black din The Age of the Fall, dar l-au câștigat înapoi pe 12 aprilie 2008, la Injustice, învingându-i pe Richards și Romero, care de atunci câștigaseră centura de la Jacobs și Black. Pe 20 aprilie, site-ul oficial al ROH a raportat că Mark a suferit o rănire la încheietura mâinii din cauza că Jacobs l-a înjunghiat și ar fi ratat până la șase luni.
A doua zi, compania a anunțat că Jay și un partener ales de el vor continua să fie recunoscuți ca campioni pe echipe. Ulterior, s-a dezvăluit că acest partener este Austin Aries. După apărarea cu succes împotriva lui Jacobs & Black pe 10 mai la A New Level, centura a fost declarat vacant. Mark a revenit la competiția activă la Northern Navigation pe 25 iulie, făcând echipă cu Jay și Aries pentru a învinge The Age of the Fall într-un meci fără descalificare. Pe 19 decembrie 2009, la Final Battle 2009, Briscoes a câștigat ROH World Tag Team Championship pentru a șasea oară învingând The American Wolves (Davey Richards și Eddie Edwards). Au pierdut centura în fața Kings of Wrestling (Chris Hero și Claudio Castagnoli) la Big Bang! pay-per-view pe 3 aprilie. Briscoe Brothers și-au încheiat cearta cu Kings of Wrestling pe 18 decembrie la Final Battle 2010, unde au făcut echipă cu tatăl lor Mike „Papa” Briscoe într-un meci de șase oameni, în care au învins. Hero, Castagnoli și managerul lor Shane Hagadorn. Pe 19 martie, la Manhattan Mayhem IV, Briscoe Brothers au suferit o pierdere supărată împotriva All Night Xpress (Kenny King și Rhett Titus). Pe 17 septembrie, la Death Before Dishonor IX, All Night Xpress i-a învins pe Briscoe Brothers într-un meci ladder pentru a deveni candidații numărul unu la ROH World Tag Team Championship. La Final Battle 2011, pe 23 decembrie, Briscoes au învins Wrestling's Greatest Tag Team (Charlie Haas și Shelton Benjamin) pentru a câștiga ROH World Tag Team Championship pentru a șaptea oară. Pe 12 mai 2012, la Border Wars, Frații Briscoe au pierdut titlul înapoi în fața lui Haas și Benjamin. Pe 16 decembrie la Final Battle 2012: Doomsday, Briscoe Brothers l-au învins pe S.C.U.M. (Jimmy Jacobs și Steve Corino) și Caprice Coleman și Cedric Alexander într-un meci cu trei pentru a câștiga pentru a opta oară centura Mondial ROH pe echipe. Ei au pierdut titlul în fața lui Bobby Fish și Kyle O'Reilly pe 2 martie 2013, la emisiunea a 11-a aniversare.
Pe 5 aprilie la Supercard of Honor VII, Jay l-a învins pe Kevin Steen pentru a deveni campion mondial ROH. Jay și-a făcut prima apărare cu succes a titlului pe 4 mai la Border Wars 2013 împotriva lui Adam Cole. Pe 22 iunie la Best in the World 2013, Jay a apărat cu succes centura Mondial ROH împotriva lui Mark. A doua zi, Jay a făcut o altă apărare a titlului de succes împotriva lui Matt Hardy. În timpul weekendului, ROH a aruncat unghiuri de accidentare cu ambii Briscoes. Pe 25 iunie, s-a raportat că atât contractele lui Jay, cât și ale lui Mark cu ROH au expirat și nu vor fi reînnoite. Pe 3 iulie, Ring of Honor l-a deposedat pe Jay de centura Mondial ROH. Pe 16 iulie, ROH l-a anunțat pe Mark ca fiind al șaisprezecelea și ultimul participant la un turneu pentru a determina noul campion mondial ROH, menționând în același timp că Jay era programat să fie scos din acțiune timp de trei până la șase luni. Mark a fost eliminat din turneu în primul său meci din tur, pe 27 iulie, de Adam Cole. Jay s-a întors la ROH pe 20 septembrie la Death Before Dishonor XI pentru a înmâna centura de titlu câștigătorului turneului, Adam Cole, care a continuat să-l atace ulterior. Pe 28 septembrie, Mark a câștigat Honor Rumble pentru a câștiga o șansă la centura Mondiala ROH, dar mai târziu a fost învins în același eveniment de Cole. Pe 26 octombrie, la Glory By Honor XII, Jay a intrat într-o poveste, în care și-a prezentat propria centură pentru centura Mondial ROH, intitulată „Titlul mondial real”, susținând că este adevăratul campion, deoarece nu fusese niciodată învins pentru titlu. Jay a primit șansa la centura Mondial ROH pe 14 decembrie la Final Battle 2013, dar a fost învins de Cole într-un meci în trei, care a inclus și Michael Elgin. Pe 8 februarie 2014, Jay l-a învins pe Cole pentru a-și păstra versiunea ROH World Championship. Cele două titluri mondiale au fost unificate într-un meci ladder pe 4 aprilie la Supercard of Honor VIII, unde Cole a câștigat, în urma interventiilor externe din partea lui Matt Hardy și Michael Bennett. Pe 17 mai, Briscoe Brothers au participat la War of the Worlds iPPV, coprodusă de ROH/New Japan Pro-Wrestling, unde au contestat fără succes Bullet Club (Doc Gallows și Karl Anderson) pentru centura IWGP Tag Team. Pe 6 septembrie la All Star Extravaganza 6, Jay a recucerit centura Mondial ROH de la Michael Elgin, devenind doar al doilea deținător de două ori al titlului. El a pierdut titlul în fața lui Jay Lethal pe 19 iunie 2015.
La Field of Honor, Briscoes s-au aflat într-un meci Tag Team Gauntlet în care nu au reușit să câștige ROH World Tag Team Championship. Meciul a inclus The Addiction (Christopher Daniels și Frankie Kazarian), War Machine (Hanson și Ray Rowe), The All Night Express (Rhett Titus și Kenny King), Chaos (Gedo și Toru Yano), Cheeseburger și Will Ferrara și Leon St. Giovanni și Shaheem Ali. La All Star Extravaganza VIII, Briscoes au făcut echipă cu Toru Yano și au fost învinși de Kushida, A. C. H. și Jay White în primul tur al turneului ROH World Six-Man Tag Team Championship. La Final Battle, Briscoes i-au provocat pe Young Bucks (Matt Jackson și Nick Jackson) pentru ROH World Tag Team Championship, dar nu au reușit. Pe 11 martie 2017, Briscoes și Bully Ray l-au învins pe The Kingdom pentru a câștiga Centura Mondial ROH pe echipe de șase oameni. Au pierdut titlul în fața de Dalton Castle și The Boys pe 23 iunie la Best in the World. Briscoes și Bully Ray i-au provocat din nou pentru titlu pe 22 septembrie la Death Before Dishonor XV, dar au fost învinși de Hangman Page și The Young Bucks, când Jay l-a tradat pe Ray. Pe 20 octombrie, Mark l-a tradat și el pe Ray, atacându-l pe el și pe Tommy Dreamer împreună cu fratele său. Pe 15 decembrie 2017, la Final Battle, Frații Briscoe au câștigat împotriva lui Bully Ray și Tommy Dreamer într-un street fight din New York.
Pe 9 martie 2018, la ROH 16th Anniversary Show, Briscoes au învins The Motor City Machine Guns pentru a câștiga ROH World Tag Team Championship pentru a noua oară. Au pierdut titlurile pe 14 octombrie 2018, împotriva lui So Cal Uncensored (Frankie Kazarian și Scorpio Sky). Ei au câștigat titlurile pe 14 decembrie 2018, pentru a zecea oară, dar le-au pierdut în fața Villain Enterprises la ROH 17th Anniversary Show. în aprilie, pierzând în fața Guerrillas of Destiny într-un meci de etichete cu patru direcții care implică și Villain Enterprises și Los Ingobernables de Japon. La ROH/NJPW War of the Worlds din mai, Briscoes au pierdut încă o dată în fața Guerillas of Destiny, nereușind să câștige Centurile Mondiale ROH pe echipe. În iulie, Briscoes au învins Guerillas of Destiny într-un New York City Street Fight, pentru a câștiga ROH World Tag Team Championships pentru a unsprezecea oară. La Death Before Dishonor XVII, Briscoes și-au păstrat titlurile împotriva LifeBlood (Bandido și Mark Haskins). La Final Battle, Briscoes au pierdut titlurile în fața lui Jay Lethal și Jonathan Gresham, încheindu-și a unsprezecea domnie la 146 de zile.
În anul următor, la Gateway to Honor, Briscoes au făcut echipă cu Slex, pierzând în fața Villain Enterprises. Acest meci s-ar dovedi a fi ultimul meci al Briscoes și al multor alte talente ROH cu compania pentru cea mai mare parte a anului 2020, din cauza suspendării tuturor evenimentelor ROH ca răspuns la pandemia COVID-19. Fratii Briscoe s-au întors la evenimentele ROH în octombrie, fără fani prezenți. În decembrie, Briscoes au concurat separat la Final Battle, singurul ROH PPV al anului. În anul următor, la Best in the World, The Briscoes i-au învins pe Brian Johnson și PJ Black, evenimentele revenind la apariția fanilor.
Pe 27 octombrie 2021, Ring of Honor a anunțat că va intra într-o pauză după Final Battle în decembrie, cu o întoarcere programată provizoriu pentru aprilie 2022. Tot personalul, inclusiv The Briscoes, va fi, de asemenea, eliberat de contractele lor, dar totuși plătit. până la expirarea contractelor lor. De asemenea, s-a anunțat că campionii vor putea apăra centurile ROH în alte promoții. Din această cauză, Briscoes a lucrat pentru multe companii independente, cum ar fi Game Changer Wrestling și pentru National Wrestling Alliance pentru restul anului 2021. La Final Battle din decembrie, Briscoes și-au luptat meciul final pentru ROH, învingând The Kingdom pentru a câștiga ROH. centurile Mondiale pe echipe pentru a doisprezecea oară. După meci, Briscoes le-a mulțumit suporterilor ROH pentru sprijin și au provocat orice echipă să-i înfrunte pentru titluri, dar au fost întrerupți de FTR din AEW care i-a atacat pe Briscoes.

#### Rivalitate cu FTR
În restul anului 2021 și începutul lui 2022, The Briscoes a apărat cu succes ROH World Tag Team Championships la diferite spectacole independente. Pe 2 martie 2022, în timpul seriei săptămânale live de la All Elite Wrestling (AEW), AEW Dynamite, proprietarul și directorul Tony Khan a anunțat că a achiziționat Ring of Honor de la Sinclair Broadcast Group. După aceasta, ROH s-a întors pentru prima dată de la Final Battle la Supercard of Honor XV, unde Briscoes s-au confruntat în cele din urmă cu FTR pentru ROH World Tag Team Championships, pierzând titlurile într-un meci aclamat de critici, încheind a doisprezecea domnie la 111 zile. Ulterior, Briscoes au apărut în iulie la Death Before Dishonor, înfruntând FTR pentru titluri într-un meci two out of three falls. Meciul s-a încheiat cu FTR învingând The Briscoes cu 2-1 după 43 de minute și 26 de secunde, păstrând titlurile într-un alt meci foarte lăudat. Pe 10 decembrie, la Final Battle, Briscoes și FTR s-au confruntat într-un al treilea meci, care a fost un meci Dog Collar, unde Briscoes l-au învins în cele din urmă pe FTR, câștigând titlurile ROH World Tag Team pentru a treisprezecea oară. După meci, FTR au fost atacați de Colten și Austin Gunn, care i-au pandit pe FTR timp de săptămâni în programul AEW, făcându-i pe The Briscoes să se întoarcă pe ring pentru a-i alunga pe Gunns. În ring, Briscoes și FTR s-au îmbrățișat, punând capăt cearta lor de un an.

### WWE tryout (2009)
Pe 24 noiembrie 2009, Frații Briscoe au avut o probă pentru World Wrestling Entertainment la SmackDown! și înregistrări ECW. Luna următoare au fost invitați pentru o probă la Florida Championship Wrestling, teritoriul de dezvoltare al WWE. După cum au dezvăluit Briscoes într-un video pe YouTube, aceștia au fost în cele din urmă refuzați de WWE, deoarece nu erau „plăcuți din punct de vedere cosmetic” pentru a se potrivi WWE-ului. Orice încercări viitoare pentru WWE pentru frați au fost anulate după o serie de tweet-uri anti-LGBTQ ale lui Jay din 2011 până în 2013.

### New Japan Pro-Wrestling (2016)
Briscoes și-au făcut debutul pentru New Japan Pro-Wrestling la Wrestle Kingdom 10 din Tokyo Dome, făcând echipă cu Toru Yano într-o victorie asupra membrilor Bullet Club Bad Luck Fale, Tama Tonga și Yujiro Takahashi care a devenit primul NEVER Openweight 6-Man Tag Campionii pe echipe. Prin afilierea lor cu Yano, Briscoes au devenit și ei parte a factiunii Chaos. Cei trei și-au făcut prima apărare cu succes a titlului în ziua următoare împotriva unui alt trio Bullet Club format din Fale, Matt Jackson și Nick Jackson. Pe 11 februarie, la The New Beginning din Osaka, Briscoes și Yano au pierdut NEVER Openweight 6-Man Tag Team Championship în fața lui Fale, Tonga și Takahashi în a doua lor apărare. Briscoes și Yano și-au recâștigat titlul trei zile mai târziu la The New Beginning din Niigata. Pe 20 februarie, la Honor Rising: Japan 2016, Briscoes și Yano au pierdut titlul în fața The Elite (Kenny Omega și The Young Bucks).
Briscoes s-au întors în NJPW pe 19 iunie la Dominion 6.19 în Osaka-jo Hall, unde au învins Guerrillas of Destiny (Tama Tonga și Tanga Loa) pentru a câștiga centurile IWGP Tag Team. Ei și-au făcut prima apărare cu succes a titlului pe 14 august împotriva echipei Bullet Club formată din Hangman Page și Yujiro Takahashi. Pe 22 septembrie, la Destruction din Hiroshima, Briscoe Brothers i-au învins pe campionii IWGP Junior Heavyweight Tag Team, The Young Bucks, pentru a doua lor apărare de succes a titlului. Pe 10 octombrie la King of Pro-Wrestling, ei au pierdut titlul înapoi în fața Tonga și Loa.

### National Wrestling Alliance (2022)
În martie 2022, Briscoes au participat la turneul Crockett Cup 2022, pe care aveau să-l câștige după ce au învins The Commonwealth Connection (Doug Williams și Harry Smith) în finală.

### Impact Wrestling (2022)
Pe 1 aprilie 2022, la Multiverse of Matches, Frații Briscoe și-au făcut debutul la Impact Wrestling, pierzând în fața The Good Brothers (Doc Gallows și Karl Anderson). în episodul din 28 aprilie din Impact, Frații Briscoe s-au întors și i-au învins pe Heath și Rhino.
Pe 7 mai 2022, au învins Violent By Design (reprezentat de Eric Young și Deaner) la Under Siege pentru a câștiga pentru prima dată Impact World Tag Team Championship. în episodul din 19 mai din Impact, Frații Briscoe l-au învins pe Violent By Design (Deaner și Joe Doering) pentru a-și păstra titlurile. În episodul din 26 mai din Impact, Frații Briscoe și Josh Alexander l-au învins pe Violent By Design (Deaner, Eric Young și Joe Doering) într-un meci pe echipe de șase oameni. În episodul din 16 iunie din Impact, Frații Briscoe au învins Bullet Club (Jay White și Chris Bey).
La Slammiversary, Briscoe Brothers au pierdut titlurile în fața The Good Brothers (Doc Gallows și Karl Anderson) și-au încheiat domnia la 43 de zile. În episodul din 23 iunie din Impact, Frații Briscoe și James Storm au pierdut în fața Honor No More (Eddie Edwards, Matt Taven și Mike Bennett) într-un meci pe echipe de șase oameni.

## Centuri si premii
- Combat Zone Wrestling
  - CZW World Tag Team Championship (2 times)
- Extreme Rising
  - Match of the Year (2012) vs. The Blk Out vs. Los Dramáticos
  - Extreme Rising Moment of the Year (2012) Debut in a Cage match against Blk Out and Los Fantásticos.
- Full Impact Pro
  - FIP Tag Team Championship (1 time)
- Game Changer Wrestling
  - GCW Tag Team Championship (3 times)
- House of Glory
  - HOG Tag Team Championship (1 time)
- Impact Wrestling
  - Impact World Tag Team Championship (1 time)
- Jersey Championship Wrestling
  - JCW Light Heavyweight Championship (1 time) – Mark
- National Wrestling Alliance
  - Crockett Cup (2022)
- New Japan Pro-Wrestling
  - IWGP Tag Team Championship (1 time)
  - NEVER Openweight 6-Man Tag Team Championship (2 times) – with Toru Yano
- NWA Wildside
  - NWA Wildside Tag Team Championship (1 time)
- Pro Wrestling Illustrated
  - Ranked Jay #7 of the top 500 singles wrestlers in the PWI 500 in 2015
  - Ranked Mark #49 of the top 500 singles wrestlers in the PWI 500 in 2013
  - Ranked #3 of the top 50 Tag Teams in the PWI Tag Team 50 in 2022
- Pro Wrestling Noah
  - GHC Junior Heavyweight Tag Team Championship (1 time)
- Pro Wrestling Unplugged
  - PWU Tag Team Championship (1 time)
- Real Championship Wrestling
  - RCW Tag Team Championship (1 time)
  - RCW Tag Team Championship Tournament (2009)
- Ring of Honor
  - ROH World Championship (2 ori) – Jay Briscoe
  - ROH World Six-Man Tag Team Championship (1 time) – with Bully Ray
  - ROH World Tag Team Championship (13 times)
  - Honor Rumble (2009, 2013)
  - ROH Year-End Award (3 times)
    - Tag Team of the Year (2019)
    - Tag Team of the Decade (2010s)
    - Tag Team of the Year (2021)

  - ROH Hall of Fame (class of 2022)
- Squared Circle Wrestling
  - 2CW Tag Team Championship (1 time)
- USA Xtreme Wrestling
  - UXW Tag Team Championship (1 time)
- Wrestling Observer Newsletter
  - Tag Team of the Year (2007)
  - Feud of the Year (2022) vs. FTR